# 圣卢波
圣卢波（義大利語：San Lupo），是意大利贝内文托省的一个市镇。总面积15.2平方公里，人口841人，人口密度55.3人/平方公里（2009年）。ISTAT代码为062063。